# Kyösti Kallio
Kyösti Kallio (født Gustaf Kalliokangas; 10. april 1873, død 19. december 1940) var en finsk politiker, der var Finlands fjerde præsident 1937-1940.

## Biografi
Kallio grundlagde Centerpartiet, der hurtigt blev Finlands største borgerlige parti. Han var statsminister 1922-1924, 1925-1926 og 1929-30 og blev præsident i 1937. Vinterkrigen udbrød under hans embedsperiode, og det var ikke med Kallios gode vilje, at Finland underskrev en fredsaftale med Sovjetunionen, der kostede Finland Karelen. Han gik af før tid 27. november 1940 og døde af et slagtilfælde på banegården i Helsinki samme dag som hans efterfølger, Risto Ryti, blev taget i ed.